# Ziguan
Ziguan (chinesisch 梓官區, Pinyin Zǐguān qū, taiwanisch: Tsú-kuann-khu) ist ein ländlicher Bezirk der regierungsunmittelbaren Stadt Kaohsiung in der Republik China (Taiwan). Die Stadt selbst verwendet die Umschrift Zihguan (Tongyong Pinyin).

## Lage und Beschreibung

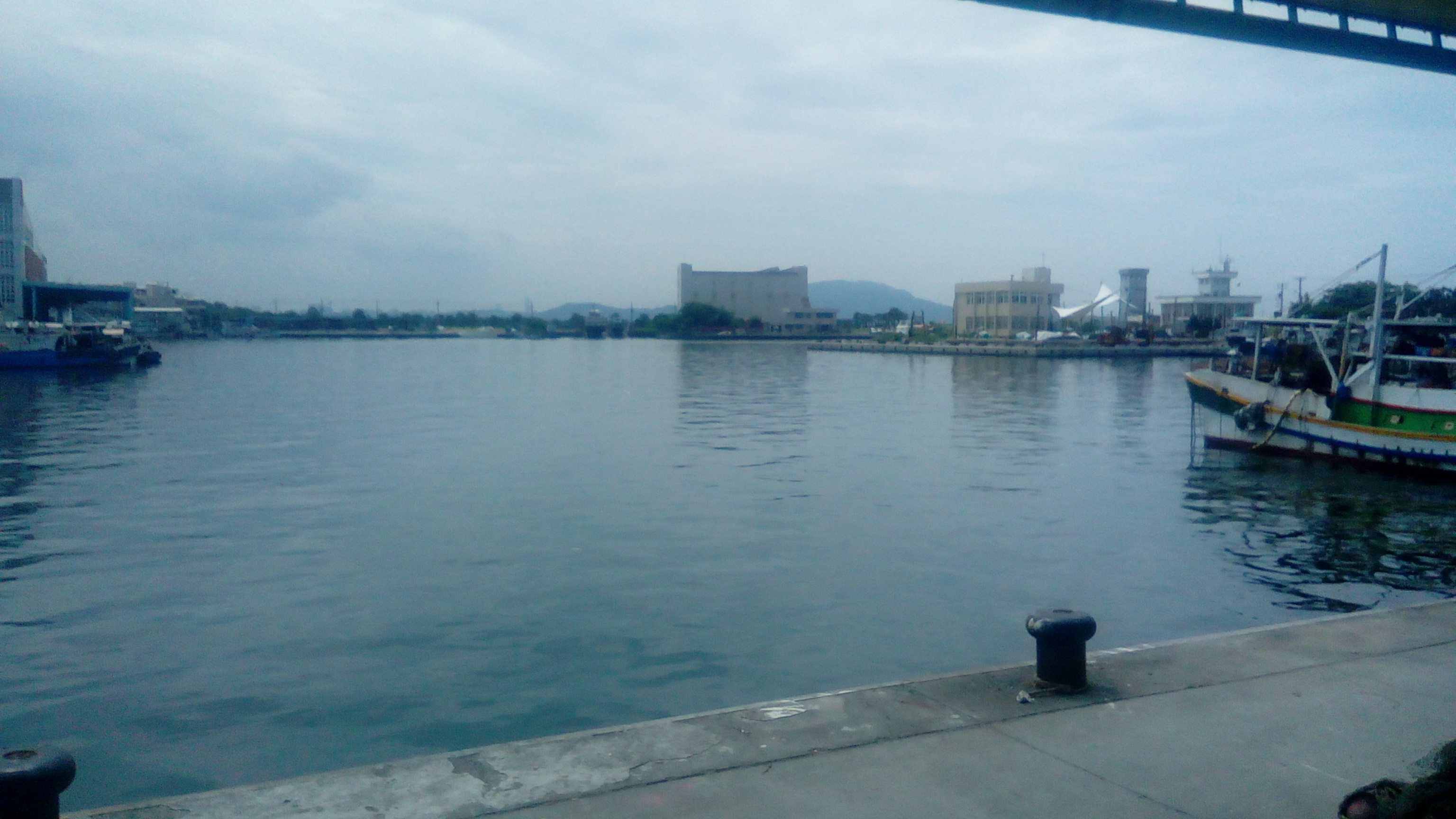
Am Hafen von Eziliao (Ô-á-liâu) in Ziguan. In der Ferne ist die Kernstadt sichtbar

Ziguan liegt im Westen der Stadt Kaohsiung an der Küste der Taiwanstraße. Seine Nachbarbezirke sind Mituo und Gangshan im Norden, Qiaotou im Osten und Nanzi im Süden. Das durchweg flache Gelände gehört zum südlichen Teil der Jianan-Ebene und wird vom Fluss Dianbao durchlaufen.
Ziguan gliedert sich in die 15 Viertel Chidong, Chikan, Chixi, Dashe, Dianbao, Jiadong, Like, Tong'an, Xinke, Zhike, Zhonglun, Zihe, Ziping, Zixin und Ziyi. Mit 34.808 Einwohnern lag der Bezirk im August 2024 im Mittelfeld unter den Bezirken, die sich außerhalb der dicht bevölkerten Kernstadt von Kaohsiung befinden.

## Geschichte
Die ursprünglich im Gebiet von Ziguan lebende indigene Bevölkerung wurde seit dem 17. Jahrhundert von chinesischen Siedlern aus der Provinz Fujian verdrängt. Einer Annahme zufolge könnte der Ortsname Ziguan auf den Namen eines vornehmen frühen Siedlers namens Wang Zi zurückgehen, einer anderen Vermutung nach könnte er aus einer Ehrenbezeichnung für Zimmerleute entstanden sein, die hier früher Schiffe bauten. Nach 1947 gehörte Ziguan als Teil von Mituo und seit 1951 als eigene Gemeinde zum Landkreis Kaohsiung. Zu dieser Zeit war es die flächenmäßig kleinste Gemeinde des Landkreises. Seit dem 25. Dezember 2010 gehört Ziguan zur Stadt Kaohsiung.

## Verkehr und Wirtschaft
Ziguan verfügt über keinen Schienenverkehr und ist über Buslinien an die Umgebung angebunden. Als bedeutendste Straßen führen die Provinzstraßen 17 und 19 durch den Bezirk. Ziguan ist von Landwirtschaft und Fischerei geprägt. Zentrum letzterer ist der Fischerhafen von Eziliao (蚵仔寮, taiwanisch: Ô-á-liâu). Die bekanntesten kulinarischen Spezialitäten Ziguans sind Karasumi (Meeräschenrogen, 烏魚子 o͘-hî-chí) und Austernomelett (蚵仔煎 ô-á-tsian).

## Kultur und Sehenswürdigkeiten

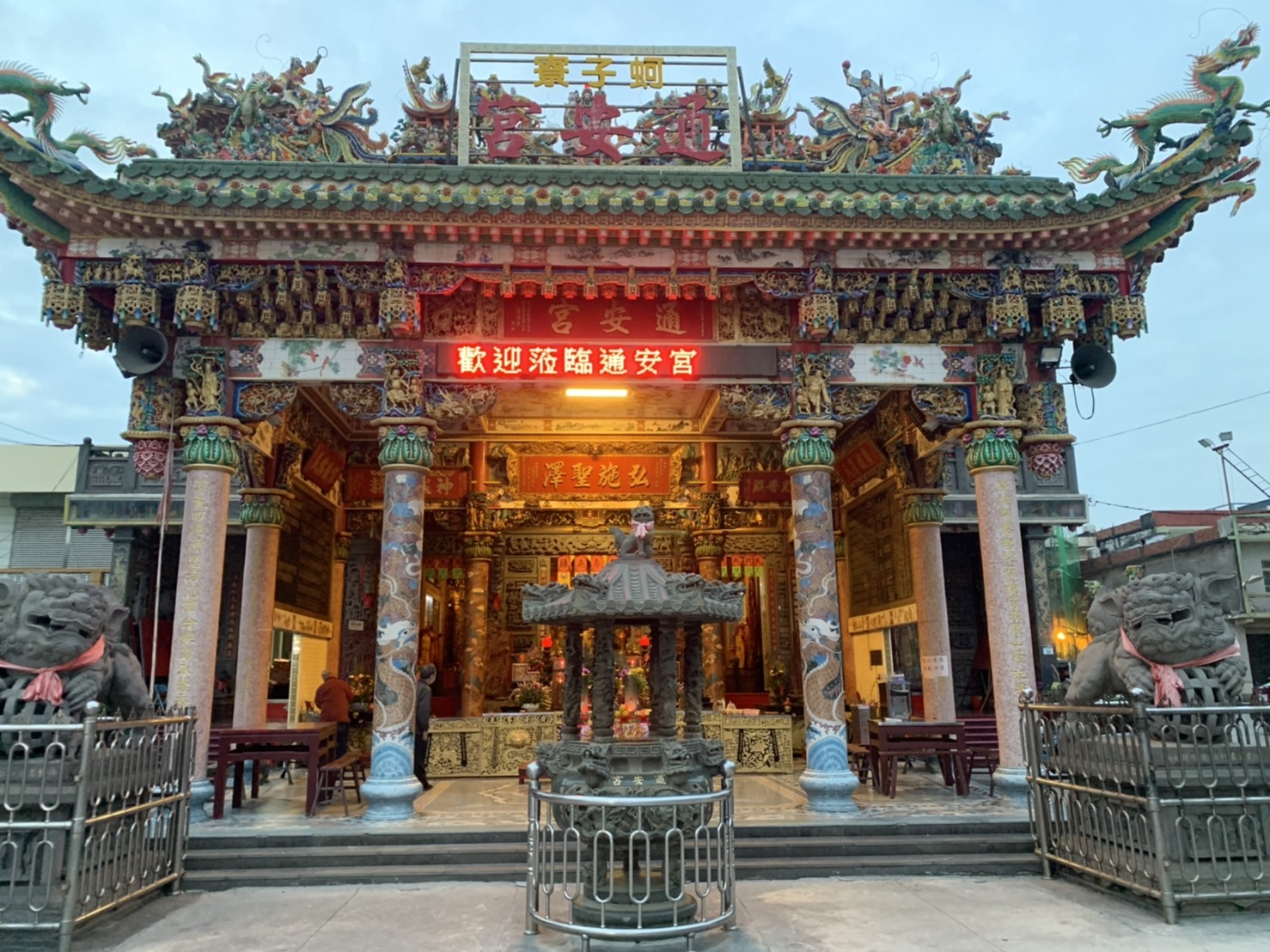
Der Tong'an-Tempel

Von der Geschichte Ziguans zeugt das "Alte Haus der Familie Zhang" (張家古厝), ein gut erhaltenes Sanheyuan (ein U-förmiger Gebäudekomplex) aus der Frühzeit der chinesischen Besiedlung.
Ziguans religiöses Zentrum ist der daoistische Tong'an-Tempel im Fischerdorf Eziliao (蚵仔寮通安宮), dessen Anfänge ins 19. Jahrhundert zurückreichen und der 1917 gegründet wurde. Die Figur der im Tempel hauptsächlich verehrten Gottheit Guangze Zunwang (廣澤尊王) soll die Augen verdrehen, wenn sie etwas missbilligt. Daneben gibt es eine Reihe weiterer daoistischer und buddhistischer Tempel sowie christliche Kirchen.
Der traditionelle Fischerhafen von Eziliao mit seinem Fischmarkt hat sich in neuerer Zeit zu einem Ausflugsziel entwickelt. Naturschönheit bietet das 1992 der Öffentlichkeit zugänglich gemachte "Mangroven-Bischofia-Feuchtgebiet" (紅樹林茄苳溪保護區), in dem man Vögel beobachten und tropische Pflanzen betrachten kann.

## Weblinks

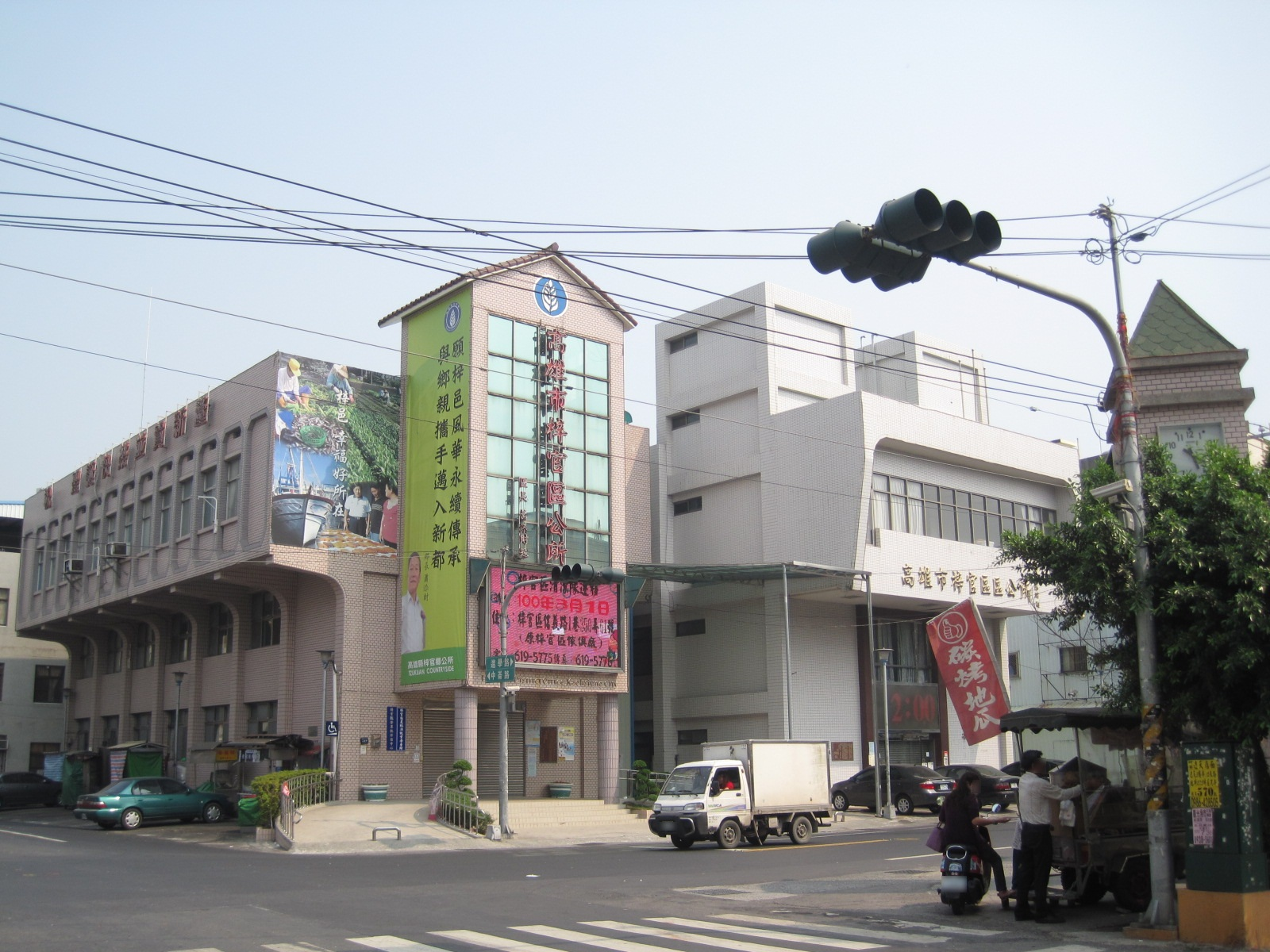
Das Bezirksamt von Ziguan